# Jaberg
Pour les articles homonymes, voir Jaberg (homonymie).
Jaberg est une commune suisse du canton de Berne, située dans l'arrondissement administratif de Berne-Mittelland.